# Prótesis ortopédica
El uso de exoprótesis, prótesis ortopédicas o prótesis para las extremidades, tanto para miembro superior como inferior como consecuencia de una amputación, está condicionado por las características del muñón y el tratamiento de rehabilitación posterior que el usuario reciba. 
La posibilidad de una buena recuperación del paciente comienza en el quirófano cuando el cirujano vascular o cirujano ortopedista reconstruye el miembro remanente. Si logra un muñón que permita realizar la descarga de peso (en el caso de los miembros inferiores) o que mantenga un brazo de palanca lo suficientemente largo como para que sea útil y funcional (especialmente en miembros superiores) facilitará la labor del equipo de rehabilitación. 
La amputación de miembro inferior supone no sólo una alteración primaria periférica con la consecuente pérdida del soporte estático sino también la pérdida funcional dinámica del complejo articular y la pérdida de información sensorial propioceptiva y exteroceptiva, pérdidas que demandarán el incremento en el control visual de la postura, actividad compensatoria del miembro contralateral sano, aumento de tiempo de respuesta ante un estímulo, etc. 
Dada la complejidad de la rehabilitación para el correcto uso de una prótesis que una persona amputada requiere es necesario el trabajo de un equipo interdisciplinario constituido por médicos, enfermeros, psicólogos, terapistas físicos y kinesiólogos, terapistas ocupacionales, ortesistas-protesistas y otros profesionales que deban ser incorporados según las necesidades particulares del paciente.

## Diseño protésico
El diseño de la prótesis engloba el diseño del cono de enchufe, encaje o socket, el diseño de la suspensión y la construcción misma de la prótesis. 
- Cono de enchufe, encaje protésico o socket: es la parte de la prótesis que lo conecta al muñón, y se confecciona en forma particularizada para cada usuario. Puede construirse mediante la toma de moldes y medida realizada manualmente o por medio de instrumentos digitales que registran la forma del muñón. El objetivo principal en la mayoría de los casos es el contacto total con el muñón, lo que no significa una distribución igualitaria de las presiones en toda la superficie. Las zonas con mayor tolerancia recibirán mayores presiones y las más sensibles, menores. El contacto total ayuda a disminuir el edema, a aumentar la propiocepción y a ampliar la superficie de descarga de peso. Con algunos conos se utilizan medias sobre el muñón para mejorar el ajuste cuando se producen pequeñas reducciones del volumen del muñón.

- La interfase: ubicada entre el miembro residual y el cono de enchufe, puede ser blanda, de materiales como goma, silicona u otros geles y está indicada para la mayoría de los amputados. Provee acolchado al muñón y permite el ajuste y confort si se presentan variaciones en el tamaño. Generalmente es necesaria en pacientes con amputaciones bilaterales, ya que debe transferir el peso en ambos miembros protésicos. También en individuos con muñones huesudos o con cicatrices que puedan generar molestias, y es beneficiosa en pacientes vasculares porque las pieles sensibles requieren más acolchado. La desventaja de estas interfases es que se pueden rasgar con el uso, abultan dentro del cono y no absorben sudores ni olor. Las interfases rígidas consisten sólo en el cono de enchufe. Se utilizan mayormente en prótesis transfemorales con suspensión por succión, también en individuos que no toleren las interfases blandas.

- Suspensión: es el dispositivo con que se sujeta la prótesis al miembro residual. Puede lograrse mediante la forma propia del cono de enchufe, a través de las interfases de silicona o polímeros (liner), con succión o utilizando correas o elementos de neoprene adaptados para este fin. Estos mejoran la suspensión en actividades donde se pierde la succión o cuando se producen cambios de volumen del muñón.

- Pie protésico: existe una variedad importante de pies protésicos, confeccionados en materiales como madera, plástico, goma o fibra de carbono. Se pueden clasificar dentro de cuatro categorías: SACH (solid ankle, cushion hell, que significa tobillo sólido, retropie flexible), monoaxiales, multiaxiales y de respuesta dinámica. La selección del pie protésico está condicionada a factores como la actividad del usuario, el peso, el nivel de amputación, la construcción de la prótesis y el tamaño del pie, entre otros.

- Rodilla protésica: está diseñada para ofrecer resistencia a la flexión mediante un control mecánico o por fluido. Esta resistencia permite controlar la elevación del tobillo y el rango de extensión de la rodilla. A mayor velocidad de movimiento, la fricción del fluido ofrece una cadencia controlada, aumentando la resistencia a medida que aumenta la velocidad. La rodilla protésica también se seleccionará según los parámetros considerados para el pie protésico, teniendo en cuenta además la habilidad y fortaleza del individuo para realizar el control voluntario y funcional de la rodilla. Las rodillas pueden clasificarse como: de eje simple, de bloqueo por descarga de peso, de bloqueo manual y policéntricas.

## Tipos de prótesis

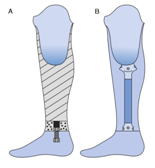
Prótesis exoesquelética y endoesquelética

El cono de enchufe se conecta al resto de los componentes protésicos de dos maneras: mediante la construcción de una prótesis exoesquelética (A) o una endoesquelética (B). En la mayoría de las prótesis endoesqueléticas (fig. B), el cono de enchufe se conecta al resto de los componentes mediante un tubo llamado pilón o módulo. La composición modular permite realizar fácilmente cambios lineales o angulares tanto en el plano sagital como en el coronal como así también ajustes en altura o intercambio de componentes, si fuera necesario. Otro beneficio en la fabricación de por módulos consiste en la posibilidad de utilizar componentes específicos (ej. adaptadores, pies) para necesidades o actividades particulares de cada usuario. En los niveles de amputación más altos este diseño permite disminuir el peso. Muchos sistemas modulares utilizan fibra de carbono o titanio que los hacen más livianos que los fabricados en acero inoxidable. Las prótesis endoesqueléticas se terminan con una funda cosmética blanda que da aspecto más real a la prótesis. Dentro de los tipos de prótesis, podemos distinguir tres tipos según la interacción que permiten. Entre ellas, podemos distinguir:
- Prótesis pasiva: Las prótesis pasivas generalmente están diseñadas como prótesis cosmética, reconstruyen la extremidad amputada en color y forma.
- Prótesis mioeléctricas: Las prótesis mioeléctrica, son accionadas por contracciones musculares voluntarias que emiten señales electromiograficas (EMG) recogidas por unos electrodos colocados a nivel cutáneo, quienes envían la señal a la mano a través de un mecanismo eléctrico para producir los movimientos de abertura y cierre de la mano mioeléctrica.
- Prótesis para una actividad específica: Las prótesis específicas para una actividad están diseñadas para una actividad en la que la extremidad residual sin prótesis, o prótesis pasiva, mecánicas o mioelectrica, podría dañar la prótesis o simplemente no puede o no es apta para la actividad específica.

## Componentes adicionales
Existen componentes adicionales diseñados para posibilitar movimientos específicos como los dispositivos de absorción de impacto para los deportes que lo requieren o unidades de rotación para deportes como el golf.”